# Troposphären-Funkstation 302

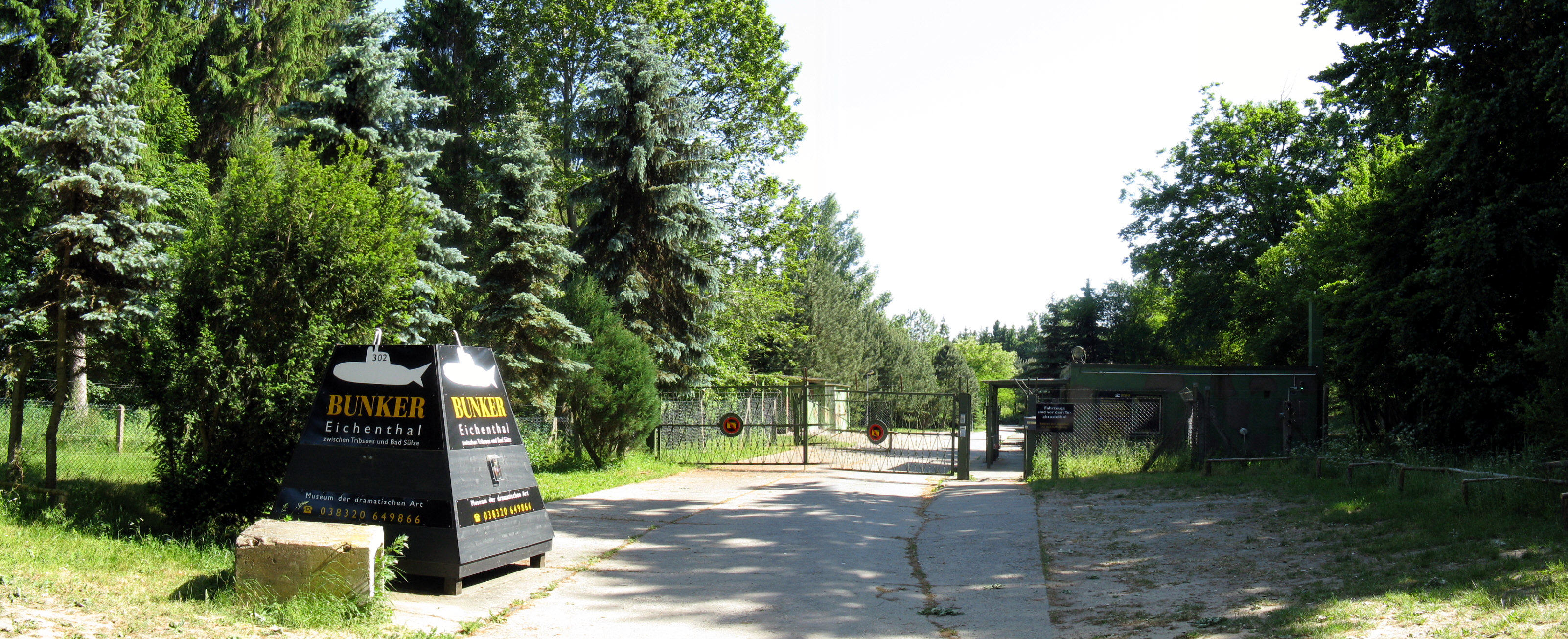
Einfahrt zur Troposphärenfunkstation Langsdorf

Die Troposphären-Funkstation 302 (auch Bunker Langsdorf oder Bunker Eichenthal) ist eine Bunkeranlage des strategischen Troposphären-Nachrichtensystems Bars des Warschauer Pakts. Sie liegt im Gebiet der Gemeinde Lindholz in Mecklenburg-Vorpommern. Sie war eine von drei typengleichen Troposphären-Funkstationen auf dem Territorium der DDR. Zwei weitere Stationen waren in Wollenberg bei Bad Freienwalde (Oder) in Brandenburg und Röhrsdorf bei Königsbrück in Sachsen. Das System arbeitete alternativ zu allen anderen organisierten Nachrichtenverbindungen und sollte im Falle eines Atomkriegs die Verbindungen für die obere Führungsebene aufrechterhalten.

## DDR-Zeit

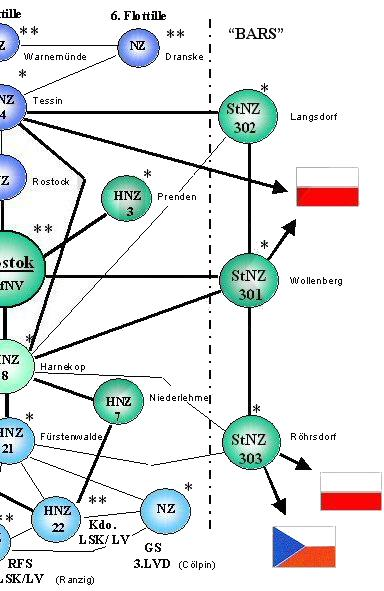
Einordnung der Troposphärenfunkstationen in das Führungs- und Nachrichtensystem

Die Bunkeranlage wurde in den Jahren von 1983 bis 1987 in Schutzklasse D errichtet und war mit einem von vier möglichen Troposphärenfunkgerätsätzen ausgestattet. Im nationalen Rahmen ging sie als Stütznachrichtenzentrale 302 (StNZ) in das Nachrichtensystem der NVA ein.
Mit der Inbetriebnahme des Systems am 1. Dezember 1987 begann die Phase des Probebetriebes. Mit diesem war die Troposphärenfunkstation Langsdorf (Tarnname „Gromada“) mit der einzigen weiteren zu betreibenden Troposphärenfunkrichtung nach Wollenberg angeschlossen. Die Troposphären-Funkrichtungen wurden nach Programmzeiten gefahren, in der Regel 100 Stunden aufeinanderfolgend im Monat. Diese Phase diente sowohl der Qualifizierung des Personals als auch der Sicherstellung von Gewährleistungen. Probleme, insbesondere mit der Kühlung der Sendeendstufen (Klystrone) führten nicht eher als am 7. Mai 1990 zum Übergang in die operative Nutzung.
Am 10. Mai 1990 wurden die ersten operativen Nachrichtenkanäle des Systems von der Hauptnachrichtenzentrale des Ministeriums für Nationale Verteidigung in Strausberg zu Führungsstellen im Ausland geschaltet. Der Standort der Anlage Langsdorf wurde unter operativ-strategischen Gesichtspunkten des Einsatzes der Nationalen Volksarmee (NVA) im Bestand der Koalition der Teilnehmerstaaten des Warschauer Pakts ausgewählt. Er lag im vorgesehenen Handlungsstreifen der 5. Armee (Militärbezirk V) der NVA im Bestand der Westfront, bestehend aus GSSD und NVA. Erst nach Zuführung und Installation weiterer Troposphärenfunkgerätesätze hätte sie als Gegenstelle auch für die 5. Armee dienen können.
Im Falle eines Kriegs sollten von der Troposphären-Funkstation Langsdorf Nachrichtenkanäle aus dem Troposphären-Nachrichtensystem zum in der Nähe gelegenen Hauptgefechtsstand (HGS) der Volksmarine der DDR geschaltet werden.
Die Errichtung der Station Langsdorf und der anderen belastete den Staatshaushalt der DDR und die ökonomischen Ressourcen des Landes stark. Bereits erwähnte Planungsänderungen im Troposphären-Nachrichtensystem kamen diesem Umstand entgegen, führten zu den erwähnten Änderungen im Ausbau der Station Langsdorf. Eine Gegenstelle auf dem Territorium der Volksrepublik Polen stand nicht zur Verfügung; die geplante Troposphärenachse entlang des Küstenstreifens wurde ausgesetzt, die mobilen Troposphärenfunkgerätesätze waren für 1990 zur Einführung in die NVA zugesagt. Mit diesem Gerätesatz war die Aufnahme nur einer Troposphärenfunkrichtung möglich, die nach Wollenberg betrieben wurde. Mit diesem Ausrüstungsgrad unterschied sich die Station wesentlich von dem der anderen Stationen in der DDR.
Im Nachrichtensystem der NVA wurde die Funktion und Zweckbestimmung der Troposphären-Funkstationen verschleiert, indem man ihnen die Bezeichnung Stütznachrichtenzentrale 301–303 (StNZ) zuordnete. Mit diesen Bezeichnungen gingen sie ein in die Arbeit der Nachrichtenorgane von Führungsstellen sowie des Schalt- und Betriebspersonals zusammenwirkender Nachrichtenzentralen.

## Nutzung nach der Wiedervereinigung
Die Anlage wurde am 2. Oktober 1990 außer Betrieb genommen, 1992 von der Bundeswehr aufgegeben und ging danach in den Besitz des Landesforst Mecklenburg-Vorpommern über. Im Juni 2005 wurde Anlage und das Areal vom Land Mecklenburg-Vorpommern an eine Privatperson verkauft. 2006 wurde ein Museum eröffnet, welches von der 302 Bunkerbetriebsgesellschaft mbH betrieben wird, die Führungen und Besichtigungen anbietet. Sie wird als Denkmal des Kalten Krieges erhalten und dargestellt. Die Führungen werden in deutscher und in englischer Sprache durchgeführt und dauern ca. 60 Minuten. Seit dem 3. April 2007 ist die Liegenschaft als Baudenkmal ausgewiesen.